# 2e corps d'armée (Corée du Sud)
Pour les articles homonymes, voir 2e corps d'armée.
Le 2e corps d'armée de Corée du Sud est un corps de l'Armée de terre de la République de Corée créé le 24 juillet 1950. Il participa à la Guerre de Corée.